# Hedningarna (álbum)
Hedningarna es el primer álbum homónimo de la banda sueca Hedningarna. Fue lanzado en 1989, cuando el grupo aún era un trío. A diferencia de los otros álbumes posteriores, este no incluye instrumentos amplificados ni bucles de ritmo, sino que es completamente acústico. Aun así, mantiene un sonido rítmico muy potente.
Usando varios instrumentos, como zanfonas, moraharpas (similar al nyckelharpa), gaitas y fiddles, el álbum demuestra la habilidad del grupo para mezclar estilos antiguos y nuevos, respetando las antiguas tradiciones musicales escandinavas al tiempo que combina estos con sonidos más modernos.

## Lista de canciones
| N.º | Título                      | Duración |  |
| 1.  | «Polska After Pelle Fors»   | 3:30     |  |
| 2.  | «Förtvivlans Polska»        | 2:10     |  |
| 3.  | «Häxpolskan»                | 2:23     |  |
| 4.  | «Skavlåten»                 | 3:02     |  |
| 5.  | «Ölbackens Polska»          | 4:05     |  |
| 6.  | «Särna Gamla Brudmarsch»    | 3:51     |  |
| 7.  | «Multihalling»              | 2:58     |  |
| 8.  | «Fulinghalling»             | 5:33     |  |
| 9.  | «Polska After Olof Tillman» | 4:35     |  |
| 10. | «Doplåten»                  | 44       |  |
| 11. | «Polska After Hins Anders»  | 1:44     |  |
| 12. | «Lacknafta»                 | 3:10     |  |
| 13. | «Björnlåten»                | 3:49     |  |